# 惠特斯通冰川
64°44′S 62°31′W / 64.733°S 62.517°W
惠特斯通冰川是南極洲的冰川，位於葛拉漢地的丹科海岸，由比利時探險隊繪入地圖，以英國科學家命名，現時由南極條約體系管理。